# Metro AG
Metró AG (произносится Метро́ АГ) — немецкая компания, управляющая сетью магазинов мелкооптовой торговли. По состоянию на 2022 год насчитывала 661 торговую точку в 31 стране мира, основными рынками являются Германия, Франция, Россия, Италия, Казахстан и Турция.

## История
Metro Cash & Carry основана в ФРГ в 1964 году немецким предпринимателем Отто Байсхаймом (Otto Beisheim, 1924—2013) для внедрения в Германии американского формата торговли «Кэш энд Кэрри». В 1967 году его начинание получило финансовую поддержку от промышленной династии Franz Haniel & Cie. и семьи Шмидт-Рутенбек (Schmidt-Ruthenbeck), оптовых торговцев; Отто Байсхайм и его новые партнёры основали товарищество с равными долями.
В 1968 году компания вышла на рынок Нидерландов, создав совместное предприятие с местной SHV Holdings, названное Makro Cash & Carry, в которой ей принадлежало 40 %. К 1972 году Metro и Makro присутствовали уже в 9 западноевропейских странах. В начале 1980-х годов при участии швейцарского банка UBS была куплена немецкая сеть универмагов Kaufhof. В 1992 году был куплен контрольный пакет акций холдинга Asko Deutsche Kaufhaus, владевшего продуктовыми и мебельными магазинами, а также магазинами товаров для ремонта Praktiker. В 1994 году Отто Байсхайм отошёл от дел компании.
В мае 1996 года для Metro Cash & Carry, Kaufhof и Asko Deutsche Kaufhaus была создана холдинговая компания Metro AG со штаб-квартирой в Дюссельдорфе, в июле того же года её акции были размещены на Франкфуртской фондовой бирже и включены в фондовый индекс DAX (исключены в 2012 году). В 1997 году компания работала уже в 15 странах, открыв магазины в Китае и Румынии. В 1998 году Metro за 2,7 млрд долларов выкупила долю партнёра в нидерландском совместном предприятии, к этому времени сеть Makro насчитывала 192 торговые точки. В том же 1998 году были куплены сети гипермаркетов Allkauf и Kreigbaum. Осенью 1998 года была создана компания Divaco, которой были переданы некоторые торговые сети, в основном приносившие убытки. Продажи Metro за этот год достигли 91,7 млрд марок (46,8 млрд евро).
В 2001 году было открыто 80 новых магазинов, в том числе первые в России и Хорватии, общее число торговых точек достигло 2249, из оборота почти 50 млрд евро 44 % давали зарубежные операции; Metro занимала первое место в Германии, третье в Европе и пятое в мире среди розничных торговых сетей.
В 2003 году была продана доля в компании Divaco, а в 2005 году — сеть Praktiker. В июле 2006 года были куплены все 85 магазинов Wal-Mart Stores в Германии, американская группа за 10 лет так и не сумела закрепиться на немецком рынке. В начале 2008 года 245 супермаркетов сети Extra были проданы другому немецкому ретейлеру, Rewe Group. В 2012 году французской группе Auchan был продан 91 гипермаркет сети Real в России, Польше, Румынии и Украине. Через два года 12 гипермаркетов этой же сети в Турции были проданы местной компании Hacı Duran Beğendik. В 2015 году канадской Hudson’s Bay Company была продана сеть универмагов в Германии и Бельгии Galeria Kaufhof.
В марте 2016 года Metro Group объявила о разделении на две независимые компании: Metro Wholesale and Food Specialist, включающую сети Metro, MAKRO и Real, и Ceconomy, которой досталась сеть магазинов электроники Media-Saturn; процедура разделения была завершена в июле 2017 года. В июне 2020 года была завершена сделка по продаже остатков сети гипермаркетов Real, в связи с чем Metro Wholesale & Food Specialist упростила своё название до Metro AG.

## Собственники и руководство
Крупнейшим акционером с 2020 года является чешский миллиардер Даниэль Кржетински (Daniel Křetínský), ему через инвестиционный фонд EP Global Commerce принадлежит 40,3 % акций, потомкам основателей семье Шмидт-Рутенбек принадлежит 15,7 % акций, а семье Байсхайм — 7,1 % акций.

## Деятельность

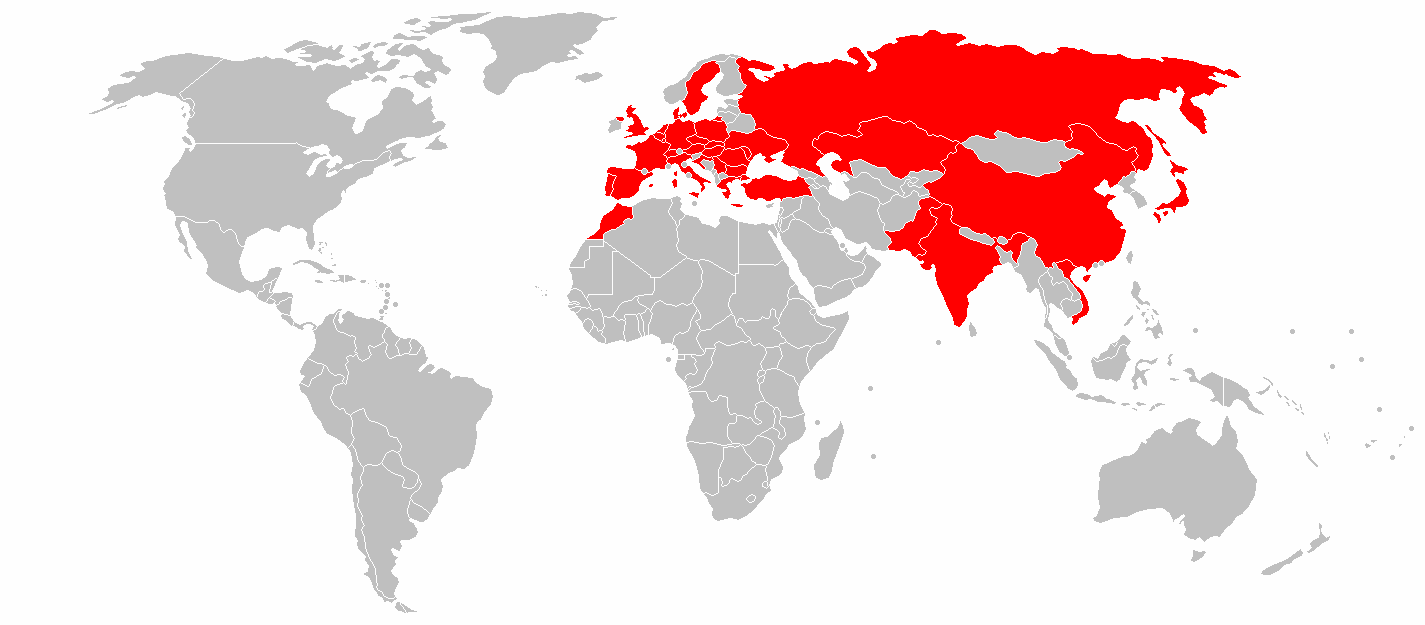
Metro Group в мире

Metro Group представлена 661 торговым центром в 31 стране мира.
Подразделения по состоянию на 2022 год:
- Германия — 102 магазина, 11,4 тыс. сотрудников, оборот €4,7 млрд;
- Запад — 233 магазина (Франция — 99, Италия — 49, Испания — 37, Австрия — 21, Нидерланды — 17, Португалия — 10), 24,7 тыс. сотрудников, оборот €12,0 млрд;
- Россия — 93 магазина, 10,4 тыс. сотрудников, оборот €2,9 млрд;
- Восток — 233 магазина (Турция — 34, Индия — 31, Румыния — 30, Польша — 29, Украина — 28, Венгрия — 13, Чехия — 13, Болгария — 11, Хорватия — 10, Пакистан — 10, Сербия — 9, Словакия — 6, Казахстан — 6, Молдова — 3), 34,1 тыс. сотрудников, оборот €10,0 млрд;
- Прочее — сети Classic Fine Foods (Великобритания, Вьетнам, Индонезия, Китай, Малайзия, ОАЭ, Сингапур, Япония) и Rungis Express (Швейцария), инвестиции в развитие информационных технологий и недвижимость, 5,6 тыс. сотрудников, оборот €122 млн.

Группа Metro заняла 1587-е место в списке крупнейших публичных компаний мира Forbes Global 2000 за 2023 год.

### Metro Russia

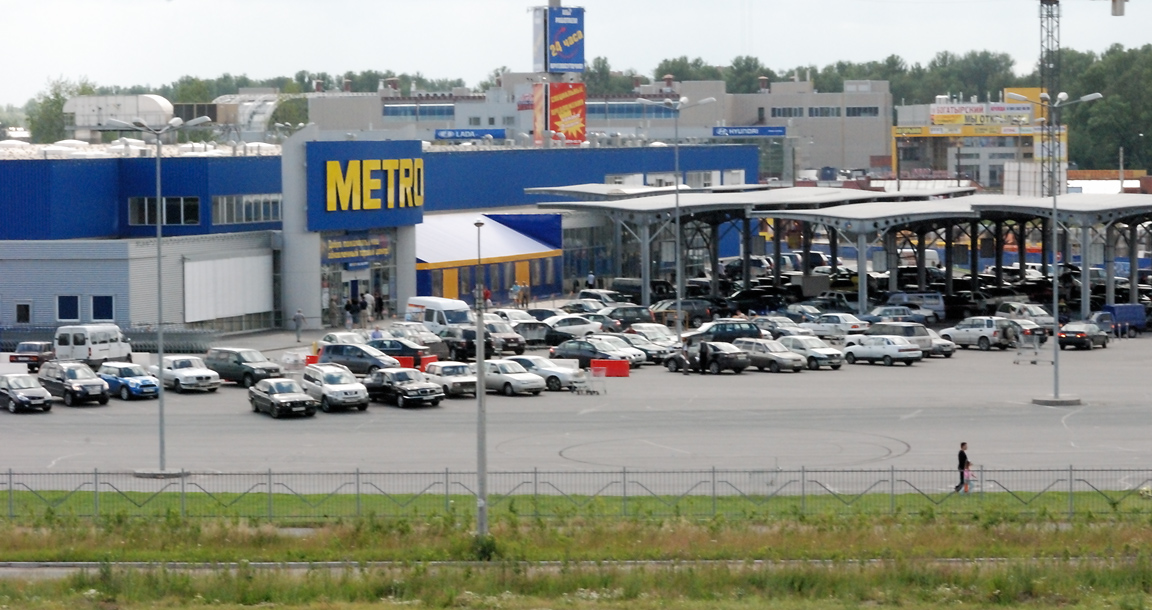
Магазин «МЕТРО Кэш энд Кэрри» в Санкт-Петербурге (близ станции метро Комендантский проспект)

По состоянию на октябрь 2020 года в России работало 93 торговых центра Metro Cash&Carry, в том числе 20 из них располагаются в Москве и Московской области, по три в Санкт-Петербурге, Ростове-на-Дону, Новосибирске, Екатеринбурге и Краснодаре, но один гипермаркет находится рядом с ТЦ МЕГА Адыгея-Кубань который находится в ауле Новая Адыгея Республика Адыгея. Также гипермаркеты работают во многих крупных городах страны, среди которых — Копейск, Нижний Новгород, Самара, Казань, Кемерово, Астрахань, Омск, Ижевск, Красноярск, Уфа, Пермь, Воронеж, Рязань, Тюмень, Черкесск, Тула, Волгоград, Ярославль, Владимир, Барнаул, Чебоксары, Тольятти, Томск, Ульяновск, Ставрополь, Магнитогорск, Новокузнецк. Гипермаркеты в перечисленных городах открылись с марта 2005 года.
Также Metro работает в других городах.
В декабре 2021 года Купер и Metro Cash & Carry объявили о стратегическом e-commerce партнёрстве, в том числе, с целью развития онлайн-каналом продаж и доставки товаров с помощью дарксторов.
Помимо этого, в России работало розничная торговля формата «магазин у дома» «Фасоль».
В 2022 году ретейлер продолжил работу в России.
По итогам 2021/2022 финансового года продажи компании в России выросли на 22,3 % в годовом выражении, до 2,9 млрд евро. В связи с деятельностью в России на фоне российско-украинской войны украинское Национальное агентство по предотвращению коррупции внесло компанию в число международных спонсоров войны.

### Metro Ukraine
В 2003 году компания вышла на рынок Украины. С того времени до 2015 года на развитие украинской сети было потрачено более €550 млн, было создано 7000 рабочих мест.
В 2014 году гипермаркет, находившийся близ Донецкого аэропорта был разграблен.
По состоянию на октябрь 2017 года здесь работает 26 торговых центров.

### Metro Kazakhstan
27 октября 2009 года начал свою работу Metro Cash & Carry в Астане. В магазине занято около 170 человек. В магазине представлены 11 тыс. продовольственных и 7 тыс. непродовольственных наименований товаров. Торговая площадь торгового центра — 6880 м².
30 сентября 2010 года был открыт первый магазин сети в Алма-Ате. Компания заявила об инвестициях в проект около 3 млрд тенге, и планируемой торговой площади магазина 6,8 тыс. м². В 2010 году открылся второй по счёту торговый центр в Алма-Ате. И в этом же году центры Metro были открыты в городах Караганда и Шымкент. По состоянию на январь 2015 года в Казахстане работает 8 торговых центров в 7 городах: 2 — в Алма-Ате и по 1 в Астане, Караганде, Шымкенте, Павлодаре, Актобе и Усть-Каменогорске.
Также появлялась информация о строительстве и открытии центров Metro в городах Тараз и Семей.